# Église Saint-François de Città di Castello
Pour les articles homonymes, voir Église San Francesco.
L'église Saint-François est un édifice religieux de Città di Castello dans la province de Pérouse en Ombrie (Italie), dont la construction remonte à la deuxième moitié du XIIIe siècle.

## Historique
L'église San Francesco est située piazza Raffaello Sanzio. Elle a été édifiée en 1273 et consacrée en 1291.

## Architecture
L'église San Francesco est de style gothique et a été fortement restructurée au cours du XVIIIe siècle.
De l'édifice original il ne reste que les trois absides polygonales. L'intérieur, à une seule nef, a été complètement remanié de 1707 à 1727. 
Sur le fond de l'église, fermée par une grille en fer battu, se trouve la chapelle Vitelli construite dans les années 1550 par Giorgio Vasari.
Dans l'église est conservée une terracotta invetriata représentant Les Stigmates de saint François attribuée à l'atelier des Della Robbia, un retable de Vasari ainsi qu'une copie du Sposalizio della vergine dont l'original (Le Mariage de la Vierge), peint en ce lieu par Raphaël en 1504 (enlevé de l'église par les troupes napoléoniennes de Giuseppe Lechi en 1781), est désormais exposé à la Pinacothèque de Brera à Milan.

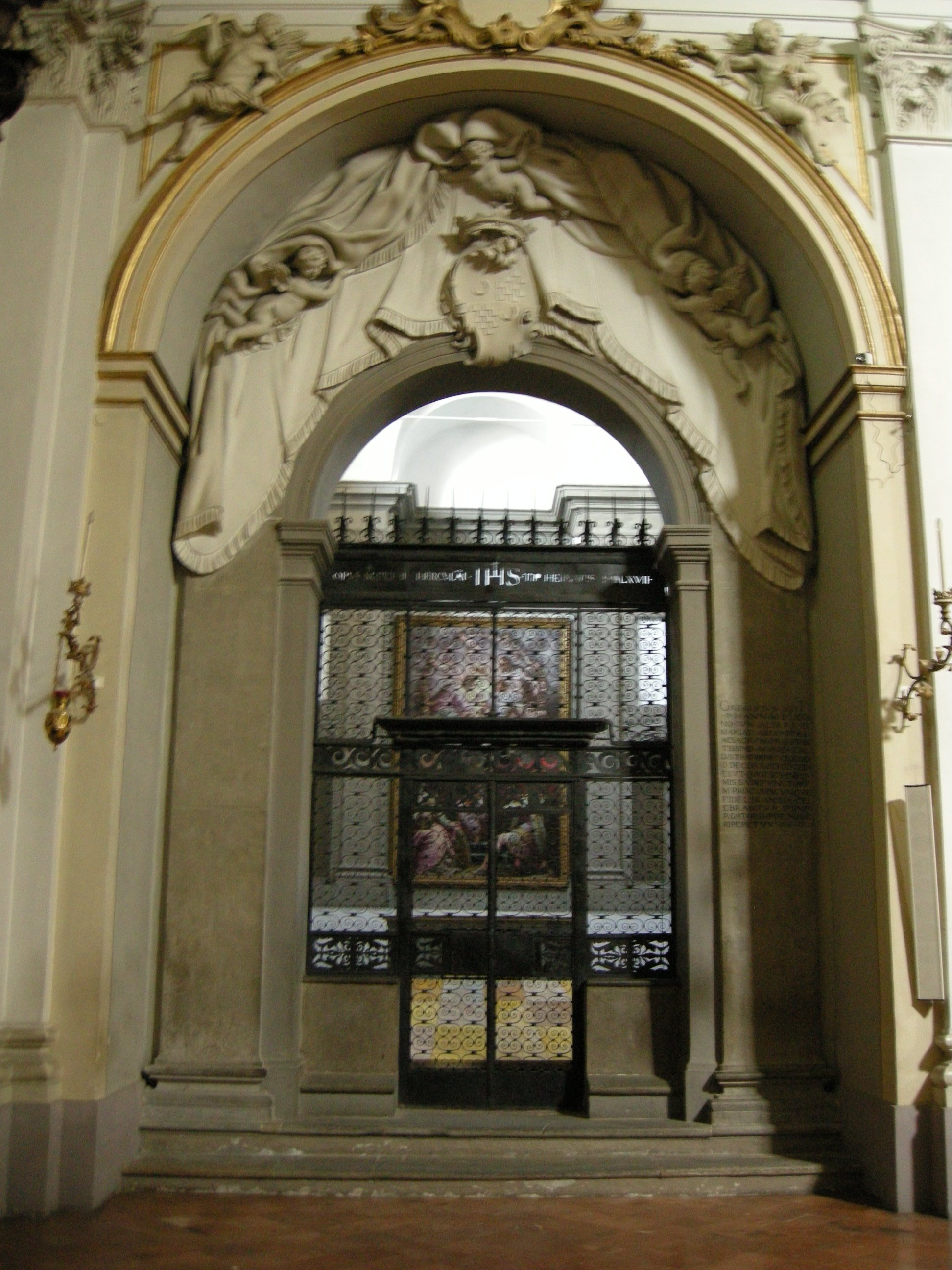
La Cappella Vitelli.
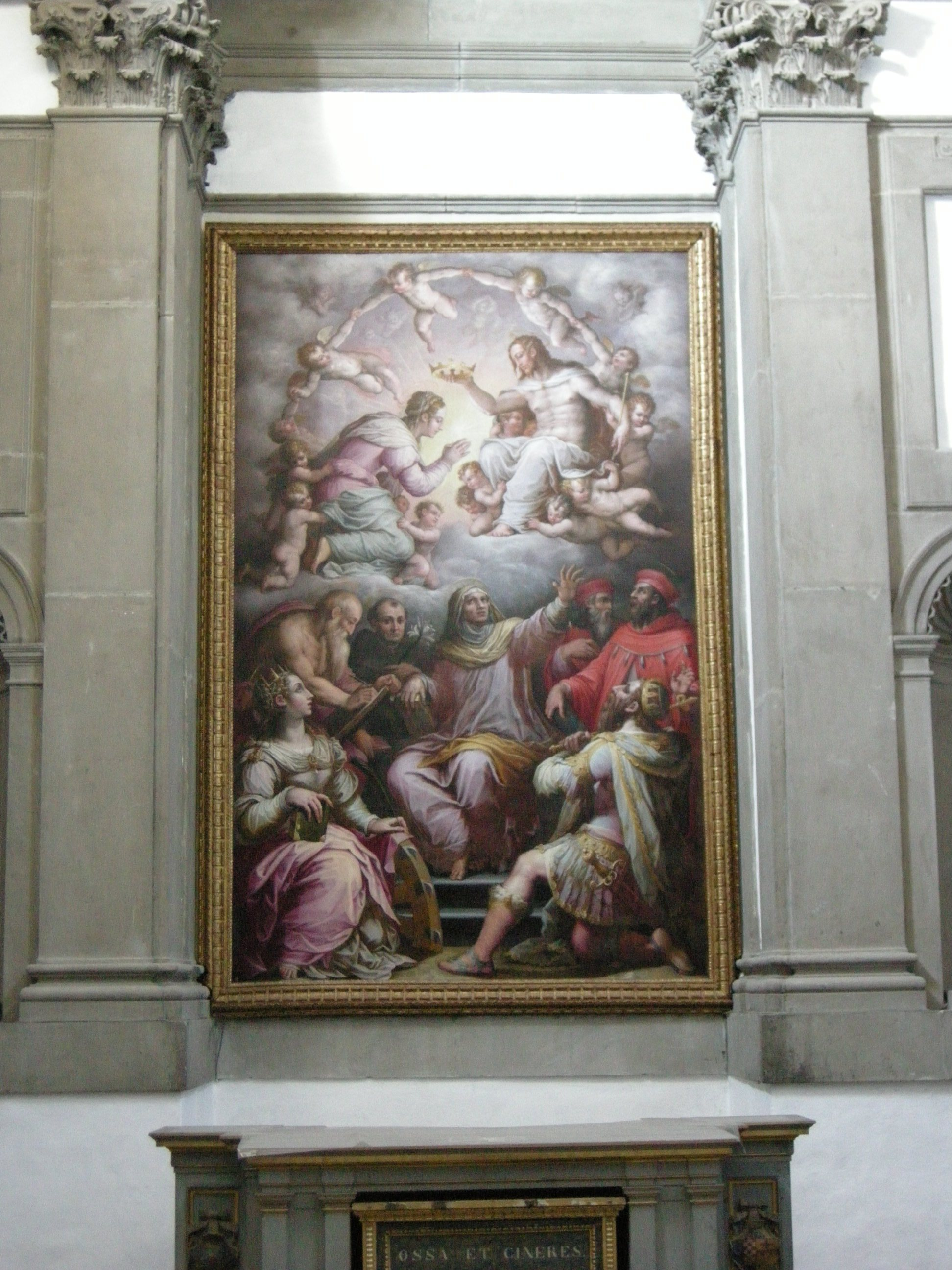
Retable de Vasari.
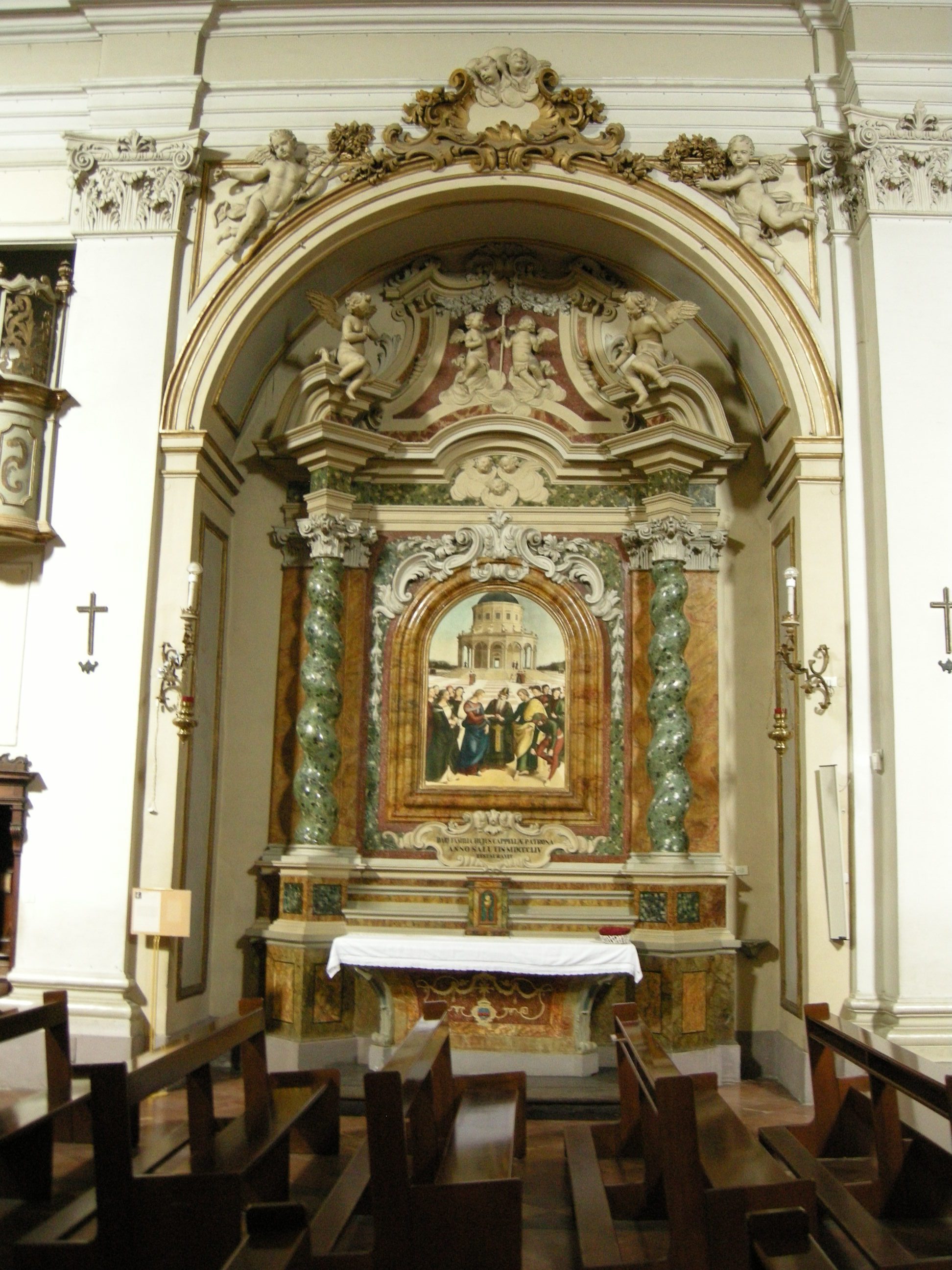
Sposalizio della vergine (copie d'après Raphaël).

## Sources
- Voir liens externes